# Bundestagswahlkreis Heinsberg
Der Bundestagswahlkreis Heinsberg (Wahlkreis 88; bis zur Bundestagswahl 2021 Wahlkreis 89) liegt in Nordrhein-Westfalen und umfasst den Kreis Heinsberg. Der Wahlkreis ist der am westlichsten gelegene im gesamten Bundesgebiet und gilt seit jeher als eine sichere Hochburg der CDU.

## Wahlkreisgeschichte
| Wahl      | Wahlkreisname                        | Gebiet                                                              |
| --------- | ------------------------------------ | ------------------------------------------------------------------- |
| 1949      | 3 Geilenkirchen – Erkelenz – Jülich  | Selfkantkreis Geilenkirchen-Heinsberg, Kreis Erkelenz, Kreis Jülich |
| 1953–1961 | 62 Geilenkirchen – Erkelenz – Jülich | Selfkantkreis Geilenkirchen-Heinsberg, Kreis Erkelenz, Kreis Jülich |
| 1965–1969 | 55 Geilenkirchen – Heinsberg         | Selfkantkreis Geilenkirchen-Heinsberg, Kreis Erkelenz, Kreis Jülich |
| 1972      | 55 Heinsberg                         | Kreis Heinsberg                                                     |
| 1976      | 55 Heinsberg                         | Kreis Heinsberg, vom Kreis Viersen die Gemeinde Niederkrüchten      |
| 1980–1998 | 55 Heinsberg                         | Kreis Heinsberg                                                     |
| 2002–2009 | 90 Heinsberg                         | Kreis Heinsberg                                                     |
| 2013–2021 | 89 Heinsberg                         | Kreis Heinsberg                                                     |
| 2025–     | 88 Heinsberg                         | Kreis Heinsberg                                                     |

## Wahlkreisabgeordnete
| Wahl | Abgeordneter | Abgeordneter                        | Partei | Stimmen in % |
| ---- | ------------ | ----------------------------------- | ------ | ------------ |
| 1949 |              | Karl Müller                         | CDU    | 64,2         |
| 1953 | 71,0         | Karl Müller                         | CDU    |              |
| 1957 |              | Karl Arnold                         | CDU    | 72,6         |
| 1961 |              | Fritz Burgbacher                    | CDU    | 64,4         |
| 1965 | 63,1         | Fritz Burgbacher                    | CDU    |              |
| 1969 | 60,9         | Fritz Burgbacher                    | CDU    |              |
| 1972 |              | Adolf Freiherr Spies von Büllesheim | CDU    | 59,9         |
| 1976 | 61,4         | Adolf Freiherr Spies von Büllesheim | CDU    |              |
| 1980 | 58,4         | Adolf Freiherr Spies von Büllesheim | CDU    |              |
| 1983 | 62,8         | Adolf Freiherr Spies von Büllesheim | CDU    |              |
| 1987 |              | Karl H. Fell                        | CDU    | 57,6         |
| 1990 | 55,8         | Karl H. Fell                        | CDU    |              |
| 1994 | 53,4         | Karl H. Fell                        | CDU    |              |
| 1998 |              | Leo Dautzenberg                     | CDU    | 49,2         |
| 2002 | 50,3         | Leo Dautzenberg                     | CDU    |              |
| 2005 | 51,4         | Leo Dautzenberg                     | CDU    |              |
| 2009 | 50,4         | Leo Dautzenberg                     | CDU    |              |
| 2013 |              | Wilfried Oellers                    | CDU    | 53,4         |
| 2017 | 45,6         | Wilfried Oellers                    | CDU    |              |
| 2021 | 39,7         | Wilfried Oellers                    | CDU    |              |
| 2025 | 41,5         | Wilfried Oellers                    | CDU    |              |

## Wahlergebnisse

### Bundestagswahl 2025
| Kandidaten                                            | Kandidaten                        | Parteien/Listen     | Erststimmen | Erststimmen | Zweitstimmen | Zweitstimmen |
| Kandidaten                                            | Kandidaten                        | Parteien/Listen     | Stimmen     | %           | Stimmen      | %            |
| ----------------------------------------------------- | --------------------------------- | ------------------- | ----------- | ----------- | ------------ | ------------ |
|                                                       | Christoph Nießen                  | SPD                 | 29.813      | 19,2        | 26.663       | 17,1         |
|                                                       | Wilfried Oellersgewählt im WK     | CDU                 | 64.624      | 41,5        | 54.971       | 35,2         |
|                                                       | Inga Maria Menzel                 | GRÜNE               | 11.797      | 7,6         | 13.623       | 8,7          |
|                                                       | Klaus Jürgen Wagner               | FDP                 | 4.679       | 3,0         | 6.516        | 4,2          |
|                                                       | Hans Jürgen Spenrath              | AfD                 | 30.784      | 19,8        | 31.408       | 20,1         |
|                                                       | Max Winkowski                     | Die Linke           | 8.959       | 5,8         | 9.856        | 6,3          |
|                                                       | –                                 | Tierschutzpartei    | –           | –           | 2.443        | 1,6          |
|                                                       | –                                 | Die PARTEI          | –           | –           | 854          | 0,5          |
|                                                       | –                                 | dieBasis            | –           | –           | 449          | 0,3          |
|                                                       | –                                 | Team Todenhöfer     | –           | –           | 250          | 0,2          |
|                                                       | Guido Schmitz                     | FREIE WÄHLER        | 2.804       | 1,8         | 1.208        | 0,8          |
|                                                       | Isatou Clarissa Fahrenholz-Böhlig | Volt                | 2.095       | 1,3         | 1.076        | 0,7          |
|                                                       | –                                 | MLPD                | –           | –           | 22           | 0,0          |
|                                                       | –                                 | PdF                 | –           | –           | 285          | 0,2          |
|                                                       | –                                 | BÜNDNIS DEUTSCHLAND | –           | –           | 178          | 0,1          |
|                                                       | –                                 | BSW                 | –           | –           | 6.077        | 3,9          |
|                                                       | –                                 | MERA25              | –           | –           | 48           | 0,0          |
|                                                       | –                                 | WerteUnion          | –           | –           | 105          | 0,1          |
| Gesamt                                                | Gesamt                            | Gesamt              | 155.555     | 100         | 156.032      | 100          |
|                                                       |                                   |                     |             |             |              |              |
| Quellen: Die Bundeswahlleiterin, Kandidaten – Stimmen |                                   |                     |             |             |              |              |

### Bundestagswahl 2021
| Kandidaten                                            | Kandidaten                    | Parteien/Listen      | Erststimmen | Erststimmen | Zweitstimmen | Zweitstimmen |
| Kandidaten                                            | Kandidaten                    | Parteien/Listen      | Stimmen     | %           | Stimmen      | %            |
| ----------------------------------------------------- | ----------------------------- | -------------------- | ----------- | ----------- | ------------ | ------------ |
|                                                       | Wilfried Oellersgewählt im WK | CDU                  | 57.095      | 39,7        | 46.466       | 32,3         |
|                                                       | Norbert Spinrath              | SPD                  | 37.249      | 25,9        | 38.822       | 27,0         |
|                                                       | Alexander Dorner              | FDP                  | 10.691      | 7,4         | 16.023       | 11,1         |
|                                                       | Herrmann Navel                | AfD                  | 10.965      | 7,6         | 11.359       | 7,9          |
|                                                       | Dignanllely Meurer            | GRÜNE                | 15.368      | 10,7        | 16.858       | 11,7         |
|                                                       | Rüdiger Birmann               | DIE LINKE            | 3.608       | 2,5         | 4.529        | 3,1          |
|                                                       | Mark Benecke                  | Die PARTEI           | 4.901       | 3,4         | 1.929        | 1,3          |
|                                                       | –                             | Tierschutzpartei     | –           | –           | 2.334        | 1,6          |
|                                                       | –                             | PIRATEN              | –           | –           | 532          | 0,4          |
|                                                       | Hans-Peter Weiland            | FREIE WÄHLER         | 2.288       | 1,6         | 1.375        | 1,0          |
|                                                       | –                             | NPD                  | –           | –           | 209          | 0,1          |
|                                                       | –                             | ÖDP                  | –           | –           | 87           | 0,1          |
|                                                       | –                             | V-Partei³            | –           | –           | 109          | 0,1          |
|                                                       | –                             | Gesundheitsforschung | –           | –           | 210          | 0,1          |
|                                                       | –                             | MLPD                 | –           | –           | 18           | 0,0          |
|                                                       | –                             | Die Humanisten       | –           | –           | 75           | 0,1          |
|                                                       | –                             | DKP                  | –           | –           | 10           | 0,0          |
|                                                       | –                             | SGP                  | –           | –           | 14           | 0,0          |
|                                                       | Michael Aggelidis             | dieBasis             | 1.554       | 1,1         | 1.602        | 1,1          |
|                                                       | –                             | Bündnis C            | –           | –           | 53           | 0,0          |
|                                                       | –                             | du.                  | –           | –           | 70           | 0,0          |
|                                                       | –                             | LIEBE                | –           | –           | 235          | 0,2          |
|                                                       | –                             | LKR                  | –           | –           | 30           | 0,0          |
|                                                       | –                             | PdF                  | –           | –           | 47           | 0,0          |
|                                                       | –                             | LfK                  | –           | –           | 155          | 0,1          |
|                                                       | –                             | Team Todenhöfer      | –           | –           | 438          | 0,3          |
|                                                       | –                             | Volt                 | –           | –           | 382          | 0,3          |
| Gesamt                                                | Gesamt                        | Gesamt               | 143.719     | 100         | 143.971      | 100          |
|                                                       |                               |                      |             |             |              |              |
| Ungültige Stimmen                                     | Ungültige Stimmen             | Ungültige Stimmen    | 1.649       | 1,1         | 1.397        | 1,0          |
| Wähler                                                | Wähler                        | Wähler               | 145.368     | 75,6        | 145.368      | 75,6         |
| Wahlberechtigte                                       | Wahlberechtigte               | Wahlberechtigte      | 192.346     |             | 192.346      |              |
|                                                       |                               |                      |             |             |              |              |
| Quellen: Die Bundeswahlleiterin, Kandidaten – Stimmen |                               |                      |             |             |              |              |

### Bundestagswahl 2017
| Kandidaten                                            | Kandidaten                    | Parteien/Listen      | Erststimmen | Erststimmen | Zweitstimmen | Zweitstimmen |
| Kandidaten                                            | Kandidaten                    | Parteien/Listen      | Stimmen     | %           | Stimmen      | %            |
| ----------------------------------------------------- | ----------------------------- | -------------------- | ----------- | ----------- | ------------ | ------------ |
|                                                       | Wilfried Oellersgewählt im WK | CDU                  | 64.121      | 45,6        | 55.605       | 39,5         |
|                                                       | Norbert Spinrath              | SPD                  | 39.301      | 28,0        | 36.421       | 25,9         |
|                                                       | Christoph Stolzenberger       | GRÜNE                | 6.964       | 5,0         | 7.281        | 5,2          |
|                                                       | Wolfram Steinhage             | DIE LINKE            | 6.424       | 4,6         | 7.909        | 5,6          |
|                                                       | Klaus Jürgen Wagner           | FDP                  | 9.334       | 6,6         | 16.111       | 11,4         |
|                                                       | Hermann Navel                 | AfD                  | 11.652      | 8,3         | 12.313       | 8,7          |
|                                                       | Kai Torsten Boxberg           | PIRATEN              | 1.272       | 0,9         | 669          | 0,5          |
|                                                       | –                             | NPD                  | –           | –           | 457          | 0,3          |
|                                                       | –                             | Die PARTEI           | –           | –           | 805          | 0,6          |
|                                                       | Sascha Mattern                | FREIE WÄHLER         | 1.536       | 1,1         | 737          | 0,5          |
|                                                       | –                             | Volksabstimmung      | –           | –           | 137          | 0,1          |
|                                                       | –                             | ÖDP                  | –           | –           | 123          | 0,1          |
|                                                       | –                             | MLPD                 | –           | –           | 46           | 0,0          |
|                                                       | –                             | SGP                  | –           | –           | 8            | 0,0          |
|                                                       | –                             | AD-DEMOKRATEN        | –           | –           | 368          | 0,3          |
|                                                       | –                             | BGE                  | –           | –           | 100          | 0,1          |
|                                                       | –                             | DiB                  | –           | –           | 149          | 0,1          |
|                                                       | –                             | DKP                  | –           | –           | 8            | 0,0          |
|                                                       | –                             | DM                   | –           | –           | 119          | 0,1          |
|                                                       | –                             | Die Humanisten       | –           | –           | 61           | 0,0          |
|                                                       | –                             | Gesundheitsforschung | –           | –           | 134          | 0,1          |
|                                                       | –                             | Tierschutzpartei     | –           | –           | 1.179        | 0,8          |
|                                                       | –                             | V-Partei³            | –           | –           | 150          | 0,1          |
| Gesamt                                                | Gesamt                        | Gesamt               | 140.604     | 100         | 140.890      | 100          |
|                                                       |                               |                      |             |             |              |              |
| Ungültige Stimmen                                     | Ungültige Stimmen             | Ungültige Stimmen    | 1.726       | 1,2         | 1.440        | 1,0          |
| Wähler                                                | Wähler                        | Wähler               | 142.330     | 74,9        | 142.330      | 74,9         |
| Wahlberechtigte                                       | Wahlberechtigte               | Wahlberechtigte      | 190.051     |             | 190.051      |              |
|                                                       |                               |                      |             |             |              |              |
| Quellen: Die Bundeswahlleiterin, Kandidaten – Stimmen |                               |                      |             |             |              |              |

### Bundestagswahl 2013
| Gegenstand der Nachweisung | Gegenstand der Nachweisung | Erst- stimmen | Erst- stimmen | Zweit- stimmen | Zweit- stimmen |
| Bewerber                   | Partei                     | Anzahl        | %             | Anzahl         | %              |
| -------------------------- | -------------------------- | ------------- | ------------- | -------------- | -------------- |
| Wahlberechtigte            | Wahlberechtigte            | 188.266       | 100,0         | 188.266        | 100,0          |
| Wähler                     | Wähler                     | 134.521       | 71,5          | 134.521        | 71,5           |
| Ungültige Stimmen          | Ungültige Stimmen          | 2.205         | 1,6           | 1.882          | 1,4            |
| Gültige Stimmen            | Gültige Stimmen            | 132.316       | 100,0         | 132.639        | 100,0          |
| davon                      |                            |               |               |                |                |
| Wilfried Oellers           | CDU                        | 70.649        | 53,4          | 65.417         | 49,3           |
| Norbert Spinrath           | SPD                        | 37.444        | 28,3          | 34.895         | 26,3           |
| Linus Kester Stieldorf     | FDP                        | 2.921         | 2,2           | 6.543          | 4,9            |
| Hans Josef Dederichs       | GRÜNE                      | 7.511         | 5,7           | 7.336          | 5,5            |
| Ayten Kaplan               | DIE LINKE                  | 5.720         | 4,3           | 6.915          | 5,2            |
| Katharina Lenzen           | PIRATEN                    | 3.310         | 2,5           | 3.019          | 2,3            |
| Heiko Glowka               | NPD                        | 1.718         | 1,3           | 1.427          | 1,1            |
|                            | REP                        | –             | –             | 254            | 0,2            |
|                            | Bündnis 21/RRP             | –             | –             | 77             | 0,1            |
|                            | Volksabstimmung            | –             | –             | 231            | 0,2            |
|                            | ÖDP                        | –             | –             | 145            | 0,1            |
|                            | MLPD                       | –             | –             | 18             | 0,0            |
|                            | BüSo                       | –             | –             | 29             | 0,0            |
|                            | PSG                        | –             | –             | 44             | 0,0            |
| Hermann Navel              | AfD                        | 3.043         | 2,3           | 4.652          | 3,5            |
|                            | BIG                        | –             | –             | 60             | 0,0            |
|                            | pro Deutschland            | –             | –             | 251            | 0,2            |
|                            | DIE RECHTE                 | –             | –             | 26             | 0,0            |
|                            | FREIE WÄHLER               | –             | –             | 437            | 0,3            |
|                            | Nichtwähler                | –             | –             | 195            | 0,1            |
|                            | PDV                        | –             | –             | 112            | 0,1            |
|                            | Die PARTEI                 | –             | –             | 556            | 0,4            |

### Bundestagswahl 2009
| Gegenstand der Nachweisung | Gegenstand der Nachweisung | Erst- stimmen | Erst- stimmen | Zweit- stimmen | Zweit- stimmen |
| Bewerber                   | Partei                     | Anzahl        | %             | Anzahl         | %              |
| -------------------------- | -------------------------- | ------------- | ------------- | -------------- | -------------- |
| Wahlberechtigte            | Wahlberechtigte            | 187.605       | 100,0         | 187.605        | 100,0          |
| Wähler                     | Wähler                     | 131.761       | 70,2          | 131.761        | 70,2           |
| Ungültige Stimmen          | Ungültige Stimmen          | 2.409         | 1,8           | 1.923          | 1,5            |
| Gültige Stimmen            | Gültige Stimmen            | 129.352       | 100,0         | 129.838        | 100,0          |
| davon                      |                            |               |               |                |                |
| Norbert Spinrath           | SPD                        | 31.111        | 24,1          | 27.877         | 21,5           |
| Leo Dautzenberg            | CDU                        | 65.143        | 50,4          | 53.888         | 41,5           |
| Andreas Rademachers        | FDP                        | 12.342        | 9,5           | 21.315         | 16,4           |
| Gisela Johlke              | GRÜNE                      | 8.933         | 6,9           | 9.307          | 7,2            |
| Christa Frohn              | DIE LINKE                  | 9.859         | 7,6           | 10.638         | 8,2            |
| Helmut Gudat               | NPD                        | 1.964         | 1,5           | 1.532          | 1,2            |
|                            | Die Tierschutzpartei       | –             | –             | 1.047          | 0,8            |
|                            | FAMILIE                    | –             | –             | 784            | 0,6            |
|                            | REP                        | –             | –             | 413            | 0,3            |
|                            | Volksabstimmung            | –             | –             | 145            | 0,1            |
|                            | MLPD                       | –             | –             | 17             | 0,0            |
|                            | PSG                        | –             | –             | 20             | 0,0            |
|                            | ZENTRUM                    | –             | –             | 69             | 0,1            |
|                            | BüSo                       | –             | –             | 24             | 0,0            |
|                            | DVU                        | –             | –             | 73             | 0,1            |
|                            | ödp                        | –             | –             | 94             | 0,1            |
|                            | PIRATEN                    | –             | –             | 1.976          | 1,5            |
|                            | RRP                        | –             | –             | 199            | 0,2            |
|                            | RENTNER                    | –             | –             | 420            | 0,3            |

### Bundestagswahl 2005
| Gegenstand der Nachweisung | Gegenstand der Nachweisung | Erst- stimmen | Erst- stimmen | Zweit- stimmen | Zweit- stimmen |
| Bewerber                   | Partei                     | Anzahl        | %             | Anzahl         | %              |
| -------------------------- | -------------------------- | ------------- | ------------- | -------------- | -------------- |
| Wahlberechtigte            | Wahlberechtigte            | 185.273       | 100,0         | 185.273        | 100,0          |
| Wähler                     | Wähler                     | 143.248       | 77,3          | 143.248        | 77,3           |
| Ungültige Stimmen          | Ungültige Stimmen          | 3.424         | 2,4           | 2.738          | 1,9            |
| Gültige Stimmen            | Gültige Stimmen            | 139.824       | 100,0         | 140.510        | 100,0          |
| davon                      |                            |               |               |                |                |
| Norbert Spinrath           | SPD                        | 52.148        | 37,3          | 45.723         | 32,5           |
| Leo Dautzenberg            | CDU                        | 71.887        | 51,4          | 60.704         | 43,2           |
| Felix Becker               | FDP                        | 7.345         | 5,3           | 15.059         | 10,7           |
|                            | GRÜNE                      | –             | –             | 7.250          | 5,2            |
| Christa Frohn              | Die Linke.                 | 6.512         | 4,7           | 7.193          | 5,1            |
|                            | REP                        | –             | –             | 716            | 0,5            |
|                            | Die Tierschutzpartei       | –             | –             | 781            | 0,6            |
| Helmut Gudat               | NPD                        | 1.932         | 1,4           | 1.438          | 1,0            |
|                            | FAMILIE                    | –             | –             | 718            | 0,5            |
|                            | GRAUE                      | –             | –             | 485            | 0,3            |
|                            | PBC                        | –             | –             | 131            | 0,1            |
|                            | ZENTRUM                    | –             | –             | 45             | 0,0            |
|                            | BüSo                       | –             | –             | 56             | 0,0            |
|                            | Deutschland                | –             | –             | 124            | 0,1            |
|                            | MLPD                       | –             | –             | 29             | 0,0            |
|                            | PSG                        | –             | –             | 58             | 0,0            |

### Bundestagswahl 2002
| Gegenstand der Nachweisung | Gegenstand der Nachweisung | Erst- stimmen | Erst- stimmen | Zweit- stimmen | Zweit- stimmen |
| Bewerber                   | Partei                     | Anzahl        | %             | Anzahl         | %              |
| -------------------------- | -------------------------- | ------------- | ------------- | -------------- | -------------- |
| Wahlberechtigte            | Wahlberechtigte            | 181.929       | 100,0         | 181.929        | 100,0          |
| Wähler                     | Wähler                     | 145.496       | 80,0          | 145.496        | 80,0           |
| Ungültige Stimmen          | Ungültige Stimmen          | 2.409         | 1,7           | 2.107          | 1,4            |
| Gültige Stimmen            | Gültige Stimmen            | 143.087       | 100,0         | 143.389        | 100,0          |
| davon                      |                            |               |               |                |                |
| Christoph Zöpel            | SPD                        | 52.790        | 36,9          | 51.527         | 35,9           |
| Leo Dautzenberg            | CDU                        | 71.954        | 50,3          | 65.188         | 45,5           |
| Hans-Josef Laumanns        | FDP                        | 8.772         | 6,1           | 13.656         | 9,5            |
| Christa Nickels            | GRÜNE                      | 7.972         | 5,6           | 8.195          | 5,7            |
| Uwe Vorberg                | PDS                        | 1.599         | 1,1           | 1.274          | 0,9            |
|                            | REP                        | –             | –             | 581            | 0,4            |
|                            | GRAUE                      | –             | –             | 273            | 0,2            |
|                            | Die Tierschutzpartei       | –             | –             | 598            | 0,4            |
|                            | FAMILIE                    | –             | –             | 435            | 0,3            |
|                            | NPD                        | –             | –             | 343            | 0,2            |
|                            | PBC                        | –             | –             | 126            | 0,1            |
|                            | ödp                        | –             | –             | 37             | 0,0            |
|                            | CM                         | –             | –             | 59             | 0,0            |
|                            | DIE FRAUEN                 | –             | –             | 165            | 0,1            |
|                            | BüSo                       | –             | –             | 23             | 0,0            |
|                            | Die Violetten              | –             | –             | 41             | 0,0            |
|                            | ZENTRUM                    | –             | –             | 35             | 0,0            |
|                            | HP                         | –             | –             | 14             | 0,0            |
|                            | Schill                     | –             | –             | 819            | 0,6            |

### Bundestagswahl 1998
| Gegenstand der Nachweisung | Gegenstand der Nachweisung | Erst- stimmen | Erst- stimmen | Zweit- stimmen | Zweit- stimmen |
| Bewerber                   | Partei                     | Anzahl        | %             | Anzahl         | %              |
| -------------------------- | -------------------------- | ------------- | ------------- | -------------- | -------------- |
| Wahlberechtigte            | Wahlberechtigte            | 175.607       | 100,0         | 175.607        | 100,0          |
| Wähler                     | Wähler                     | 147.902       | 84,2          | 147.902        | 84,2           |
| Ungültige Stimmen          | Ungültige Stimmen          | 2.910         | 2,0           | 2.449          | 1,7            |
| Gültige Stimmen            | Gültige Stimmen            | 144.992       | 100,0         | 145.453        | 100,0          |
| davon                      |                            |               |               |                |                |
| Christoph Zöpel            | SPD                        | 58.308        | 40,2          | 57.707         | 39,7           |
| Leo Dautzenberg            | CDU                        | 71.352        | 49,2          | 64.138         | 44,1           |
| Felix Becker               | F.D.P.                     | 3.895         | 2,7           | 9.375          | 6,4            |
| Christa Nickels            | GRÜNE                      | 8.134         | 5,6           | 7.555          | 5,2            |
|                            | PDS                        | –             | –             | 1.112          | 0,8            |
|                            | Deutschland                | –             | –             | 104            | 0,1            |
|                            | APPD                       | –             | –             | 162            | 0,1            |
|                            | BüSo                       | –             | –             | 16             | 0,0            |
|                            | BFB – Die Offensive        | –             | –             | 72             | 0,0            |
|                            | Chance 2000                | –             | –             | 64             | 0,0            |
|                            | CM                         | –             | –             | 69             | 0,0            |
|                            | DVU                        | –             | –             | 1.046          | 0,7            |
| Barbara Bandmann           | GRAUE                      | 604           | 0,4           | 420            | 0,3            |
| Peter Gilbert              | REP                        | 2.174         | 1,5           | 1.587          | 1,1            |
|                            | FAMILIE                    | –             | –             | 428            | 0,3            |
|                            | DIE FRAUEN                 | –             | –             | 35             | 0,0            |
|                            | Pro DM                     | –             | –             | 630            | 0,4            |
|                            | MLPD                       | –             | –             | 8              | 0,0            |
|                            | Tierschutz                 | –             | –             | 383            | 0,3            |
|                            | NPD                        | –             | –             | 108            | 0,1            |
| Reinhard Borowitz          | NATURGESETZ                | 525           | 0,4           | 180            | 0,1            |
|                            | ödp                        | –             | –             | 56             | 0,0            |
|                            | PBC                        | –             | –             | 86             | 0,1            |
|                            | Nichtwähler                | –             | –             | 91             | 0,1            |
|                            | PSG                        | –             | –             | 21             | 0,0            |

### Bundestagswahl 1994
| Gegenstand der Nachweisung | Gegenstand der Nachweisung | Erst- stimmen | Erst- stimmen | Zweit- stimmen | Zweit- stimmen |
| Bewerber                   | Partei                     | Anzahl        | %             | Anzahl         | %              |
| -------------------------- | -------------------------- | ------------- | ------------- | -------------- | -------------- |
| Wahlberechtigte            | Wahlberechtigte            | 169.767       | 100,0         | 169.767        | 100,0          |
| Wähler                     | Wähler                     | 142.412       | 83,9          | 142.412        | 83,9           |
| Ungültige Stimmen          | Ungültige Stimmen          | 4.787         | 3,4           | 4.265          | 3,0            |
| Gültige Stimmen            | Gültige Stimmen            | 137.625       | 100,0         | 138.147        | 100,0          |
| davon                      |                            |               |               |                |                |
| Christoph Zöpel            | SPD                        | 49.394        | 35,9          | 48.956         | 35,4           |
| Karl H. Fell               | CDU                        | 73.486        | 53,4          | 68.046         | 49,3           |
| Byörn Eugen Neher          | F.D.P.                     | 3.876         | 2,8           | 9.186          | 6,6            |
| Christa Nickels            | GRÜNE                      | 8.561         | 6,2           | 7.929          | 5,7            |
| Peter Heinz Jürgen Gilbert | REP                        | 1.576         | 1,1           | 1.477          | 1,1            |
|                            | PDS                        | –             | –             | 765            | 0,6            |
|                            | Solidarität                | –             | –             | 15             | 0,0            |
|                            | BSA                        | –             | –             | 9              | 0,0            |
|                            | CM                         | –             | –             | 78             | 0,1            |
|                            | ZENTRUM                    | –             | –             | 38             | 0,0            |
|                            | DIE GRAUEN                 | –             | –             | 464            | 0,3            |
| Reinhard Borowitz          | NATURGESETZ                | 413           | 0,3           | 245            | 0,2            |
|                            | MLPD                       | –             | –             | 8              | 0,0            |
|                            | Die Tierschutzpartei       | –             | –             | 443            | 0,3            |
| Volkmar Kamps              | ÖDP                        | 319           | 0,2           | 195            | 0,1            |
|                            | PBC                        | –             | –             | 54             | 0,0            |
|                            | STATT Partei               | –             | –             | 239            | 0,2            |

### Bundestagswahl 1990
| Gegenstand der Nachweisung | Gegenstand der Nachweisung | Erst- stimmen | Erst- stimmen | Zweit- stimmen | Zweit- stimmen |
| Bewerber                   | Partei                     | Anzahl        | %             | Anzahl         | %              |
| -------------------------- | -------------------------- | ------------- | ------------- | -------------- | -------------- |
| Wahlberechtigte            | Wahlberechtigte            | 165.422       | 100,0         | 165.422        | 100,0          |
| Wähler                     | Wähler                     | 133.829       | 80,9          | 133.829        | 80,9           |
| Ungültige Stimmen          | Ungültige Stimmen          | 2.418         | 1,8           | 2.356          | 1,8            |
| Gültige Stimmen            | Gültige Stimmen            | 131.411       | 100,0         | 131.473        | 100,0          |
| davon                      |                            |               |               |                |                |
| Christoph Zöpel            | SPD                        | 43.504        | 33,1          | 42.134         | 32,0           |
| Karl H. Fell               | CDU                        | 73.277        | 55,8          | 69.573         | 52,9           |
| Byörn Eugen Neher          | F.D.P.                     | 7.086         | 5,4           | 12.139         | 9,2            |
| Gerd Billen                | GRÜNE                      | 4.826         | 3,7           | 4.007          | 3,0            |
|                            | CM                         | –             | –             | 151            | 0,1            |
|                            | DIE GRAUEN                 | –             | –             | 853            | 0,6            |
| Andreas Norbert Köpcke     | REP                        | 1.732         | 1,3           | 1.596          | 1,2            |
|                            | FRAUEN                     | –             | –             | 182            | 0,1            |
| Wolfgang Jakob Heinrichs   | NPD                        | 365           | 0,3           | 282            | 0,2            |
| Heinz-Georg Heinrichs      | ÖDP                        | 621           | 0,5           | 367            | 0,3            |
|                            | PDS                        | –             | –             | 142            | 0,1            |
|                            | Patrioten                  | –             | –             | 17             | 0,0            |
|                            | VAA                        | –             | –             | 30             | 0,0            |

### Bundestagswahl 1949
|                   | Partei            | Anzahl  | %     |
| ----------------- | ----------------- | ------- | ----- |
| Wahlberechtigte   | Wahlberechtigte   | 135.721 | 100,0 |
| Wähler            | Wähler            | 112.555 | 82,9  |
| Ungültige Stimmen | Ungültige Stimmen | 5.923   | 5,3   |
| Gültige Stimmen   | Gültige Stimmen   | 106.632 | 100,0 |
| davon             |                   |         |       |
|                   | SPD               | 23.011  | 21,6  |
| Karl Müller       | CDU               | 68.451  | 64,2  |
|                   | FDP               | 3.284   | 3,1   |
|                   | KPD               | 3.238   | 3,0   |
|                   | Parteilose        | 1.833   | 1,7   |
|                   | ZENTRUM           | 4.223   | 4,0   |
|                   | DKP-DRP           | 1.714   | 1,6   |
|                   | RSF               | 606     | 0,6   |
|                   | RWVP              | 272     | 0,3   |